# Бетатрон

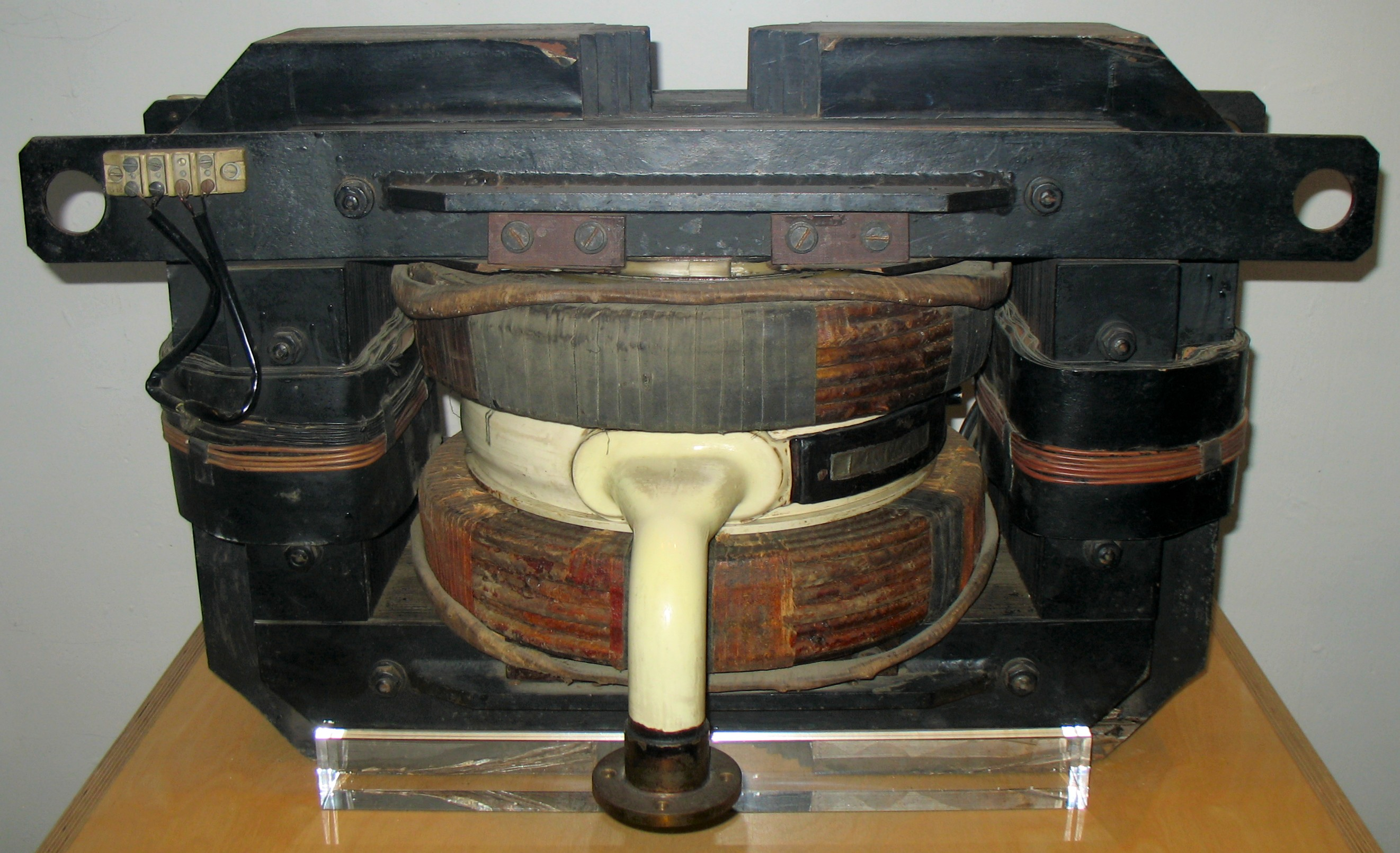
Бетатрон на энергию 6 МэВ, 1942 год. Экспонат музея в Бонне

Бетатро́н (от бета + электрон) — циклический, но не резонансный ускоритель электронов с фиксированной равновесной орбитой, ускорение в котором происходит с помощью вихревого электрического поля. Предельно достижимая энергия в бетатроне: ≤ 300 МэВ.

## История
Впервые бетатрон был запатентован Иосифом Слепяном в 1922 году. Был разработан и создан Видероэ в 1928 году, однако он не заработал. Первый надёжно функционирующий бетатрон был создан Д. В. Керстом лишь в 1940—1941 годах в США, университет Иллинойса. Именно в бетатроне Керстом впервые были подробно изучены квазипериодические поперечные колебания, которые совершает частица вокруг равновесной орбиты, теперь называемые бетатронные колебания. Максимальная энергия, которую удалось достичь в бетатроне, не превышает 300 МэВ. С развитием технологии линейного ускорения бетатроны, которые раньше часто применяли для первичного ускорения интенсивного электронного пучка, были сильно потеснены линаками (линейными ускорителями, от англ. linear accelerator) и в настоящее время используются редко.

## Принцип работы
В бетатроне используется явление порождения вихревого электрического поля переменным магнитным полем. Для ускорения используется первая и третья четверти периода колебаний магнитного поля. Бетатрон работает подобно трансформатору, у которого вторая обмотка состоит из одного витка — ускоряемых частиц в камере. Также быстро нарастающее магнитное поле выполняет ещё две функции: направляет пучок по нужной траектории и обеспечивает слабую фокусировку. Классический бетатрон является слабофокусирующей машиной. Пучок циркулирует в тороидальной вакуумной камере, изготовленной из керамики (чтобы скин-эффект не мешал проникновению магнитного поля внутрь камеры), покрытой изнутри тонкой проводящей плёнкой, позволяющей избежать накопления электрического заряда. Из выражения для силы Лоренца можно получить связь между импульсом частицы p, магнитным полем B на орбите пучка и радиусом кривизны ρ: {\displaystyle pc=eB\rho }, где с — скорость света, e — заряд электрона. Величину Bρ называют магнитной жёсткостью частиц. При изменении магнитного поля можем записать, используя уравнение Максвелла для связи электрического и магнитного полей, выражение для электромагнитной индукции и закон Ньютона:
{\displaystyle {\frac {dp}{dt}}={\frac {1}{c}}{\frac {e}{2\pi \rho }}{\frac {\partial \Phi }{\partial t}},}
откуда следует связь между ведущим полем на орбите пучка и потоком, охватываемым орбитой:
{\displaystyle \Delta \Phi =2\pi \rho ^{2}B,}
так называемый «закон 2:1». Поток, пронизывающий орбиту пучка, должен быть вдвое больше, чем если бы он создавался однородным магнитным полем, равным по величине ведущему. В противном случае орбита в процессе ускорения не оставалась бы постоянной. Для выполнения упомянутого требования в бетатроне создаётся специальный железный сердечник.

## Ограничения
Поскольку создаваемое сердечником поле ограничено по величине из-за насыщения железа, единственный способ повышать энергию — увеличивать площадь сечения сердечника, а значит и размер бетатрона и, соответственно, его массу. Так, 300-мэвный бетатрон в Иллинойсе весил более 300 тонн. Ещё более серьёзное ограничение связано с потерями энергии частиц на синхротронное излучение, которые становятся значительными уже начиная с энергии ~100 МэВ. В принципе, в бетатроне можно ускорять и протоны, так, приобретенная энергия будет равна произведению пройденной разности потенциалов на заряд, но из-за большой массы протона его скорость будет в сотни раз меньше. Так как прирост энергии частицы в бетатроне зависит только от количества оборотов (единицы кэВ на период), для разгона протона потребуется очень большое время. Кроме того, для удержания протонов на равновесной орбите (βW = 300 B(r, t) R, где W[МэВ], B[Тл], R[м]) требуются более сильные магнитные поля. Поэтому бетатрон применяется для ускорения электронов.